# جزیره کروکد (باهاما)
جزیره کروکد (به لاتین: Crooked Island) یک منطقهٔ مسکونی در باهاما است که در باهاما واقع شده‌است. جزیره کروکد ۱۴۸ کیلومتر مربع مساحت و ۳۳۰ نفر جمعیت دارد.